# Yanmar Diesel Soccer Club 1975
Questa voce raccoglie le informazioni riguardanti lo Yanmar Diesel Soccer Club nelle competizioni ufficiali della stagione 1975

## Stagione
Mantenendo invariata la formazione della stagione precedente, lo Yanmar Diesel lottò nuovamente per il titolo nazionale assieme al Mitsubishi Heavy Industries: la vittoria per 4-1 nel secondo scontro diretto lanciò la squadra verso il suo terzo titolo, il secondo consecutivo. In coppa nazionale lo Yanmar Diesel uscì in semifinale, a causa di una sconfitta di misura contro l'Hitachi.

## Maglie e sponsor
Le divise, caratterizzate dalla presenza del logo societario sul petto e dalla presenza di bordi e colletto bianco, vengono confermate.
| Manica sinistra · Manica sinistra · Maglietta · Maglietta · Manica destra · Manica destra · Pantaloncini · Calzettoni |

## Rosa
| N. |                     | Ruolo | Calciatore         |
| -- | ------------------- | ----- | ------------------ |
| 8  | Giappone (bandiera) | C     | Daishirō Yoshimura |
| 9  | Giappone (bandiera) | A     | Kunishige Kamamoto |
|    | Giappone (bandiera) | P     | Nobuhiro Nishitaka |
|    | Giappone (bandiera) | P     | Teruhisa Kakiuchi  |
|    | Giappone (bandiera) | D     | Masahiro Hamatama  |
|    | Giappone (bandiera) | D     | Yuji Matsumura     |
|    | Giappone (bandiera) | D     | Toshio Mizuguchi   |
|    | Giappone (bandiera) | D     | Hiroshi Sakano     |

| N. |                     | Ruolo | Calciatore       |
| -- | ------------------- | ----- | ---------------- |
|    | Giappone (bandiera) | D     | Toshiyuki Tagami |
|    | Giappone (bandiera) | C     | Mitsuo Abe       |
|    | Giappone (bandiera) | C     | George Kobayashi |
|    | Giappone (bandiera) | A     | Hiroshi Abe      |
|    | Giappone (bandiera) | A     | Hiroji Imamura   |
|    | Giappone (bandiera) | A     | Yoshiharu Horii  |
|    | Giappone (bandiera) | A     | Kazuo Kaminishi  |

## Statistiche

### Statistiche di squadra
| Competizione          | Punti | Totale | Totale | Totale | Totale | Totale | Totale | DR  |
| Competizione          | Punti | G      | V      | N      | P      | Gf     | Gs     | DR  |
| --------------------- | ----- | ------ | ------ | ------ | ------ | ------ | ------ | --- |
| Japan Soccer League   | 31    | 18     | 14     | 3      | 1      | 44     | 11     | +33 |
| Coppa dell'Imperatore | -     | 3      | 2      | 0      | 1      | 6      | 1      | +5  |
| Totale                |       | 21     | 16     | 3      | 2      | 50     | 12     | +38 |